# Любнауер, Катажина
Катажина Анна Любнауер (пол. Katarzyna Anna Lubnauer; урождённая Либудзиш; род. 24 июля 1969, Лодзь) — польский математик и преподаватель, депутат Сейма VIII созыва, с 2017 по 2018 год председатель партии «Современная».

## Биография
Катажина Либудзиш родилась в Лодзи 24 июля 1969 года. После окончания общеобразовательной школы им. Тадеуша Костюшко, поступила в Лодзинский университет, где изучала математику. Короткое время работала учителем в восьмилетней школе и лицее, поступив в аспирантуру преподавала в Лодзинском университете. В 2001 году получила степень доктора математических наук по специальности теория вероятностей. На кафедре теории вероятностей и статистики занимала должность преподавателя.
В 1993 году была членом Демократического Союза, с 1994 года — член Унии Свободы. В 1998—2002 годах она была членом городского совета Лодзи 3-го созыва. В 2001 году Катажина Любнауер была кандидатом в президенты Варшавского университета в Лодзи. Она безуспешно баллотировалась в сейм Варшавского университета в 2001 году. В 2002 году безрезультатно принимала участие в выборах в муниципальное управление. В 2005 году вошла в состав органов Демократической партии – demokraci.pl.
Была соорганизатором Фестиваля науки, техники и искусства. Публиковалась в журнале «Liberté!», вела блог. В июле вместе с Лешеком Яжджевским стала инициатором акции «Светская школа» — гражданской законодательной инициативы об отмене финансирование религии из государственного бюджета. Очень активно выступала в СМИ. В 2016 году она стала заместителем председателя партии, с января по май 2017 года была пресс-секретарём, а в апреле того года взяла на себя председательство депутатского клуба. 25 ноября 2017 года была избрана председателем партии, опередив в голосовании её основателя Рышарда Петру. 9 января 2018 года на посту председателя партии её сменил Камиль Гасюк-Пихович.

## Личная жизнь
Мать Катажины — Здислава Либудзиш, профессор микробиологии. Отец — Ежи Либудзиш, химик. Её семья со второй половины XIX века жила в Лодзи.
В марте 1991 года Катажина вышла замуж за финансиста Мацея Любнауера. В 1997 году у них родилась дочь Анна.

## Результаты выборов
| Выборы | Избирательный комитет            | Избирательный комитет                  | Орган                              | Результат      |
| ------ | -------------------------------- | -------------------------------------- | ---------------------------------- | -------------- |
| 1998   |                                  | Союз свободы                           | Лодзинский городской совет         | Y [ 5 ]        |
| 2001   | Сейм Республики Польша IV созыва | Союз свободы                           | 925 (0,28%)                        |                |
| 2002   |                                  | Избирательный комитет Витольда Россета | Лодзинский городской совет         | 324 (2,22%)    |
| 2005   |                                  | Демократическая партия – demokraci.pl  | Сейм Республики Польша V созыва    | 392 (0,13%)    |
| 2006   |                                  | Левые и демократы                      | Лодзинский городской совет         | N [ 17 ]       |
| 2010   |                                  | Гражданская платформа                  | Лодзинский городской совет         | 451 (2,03%)    |
| 2015   |                                  | Современная                            | Сейм Республики Польша VIII созыва | 18 549 (5,17%) |
| 2019   |                                  | Гражданская коалиция                   | Сейм Республики Польша IX созыва   | 28 205 (2,04%) |
| 2023   | Сейм Республики Польша X созыва  | Гражданская коалиция                   | 22 529 (1,31%)                     |                |